# Zhou Yun (calciatore)
Zhou Yun (周雲T, 周云S, Zhōu YúnP; Jiangsu, 31 dicembre 1990) è un ex calciatore cinese, di ruolo difensore.

## Palmarès

### Club

#### Competizioni nazionali
- Coppa della Cina: 1

Jiangsu Sainty: 2015
- Supercoppa di Cina: 1

Jiangsu Sainty: 2013
- Campionato cinese: 1

Jiangsu Suning: 2020